# Villa Clementine

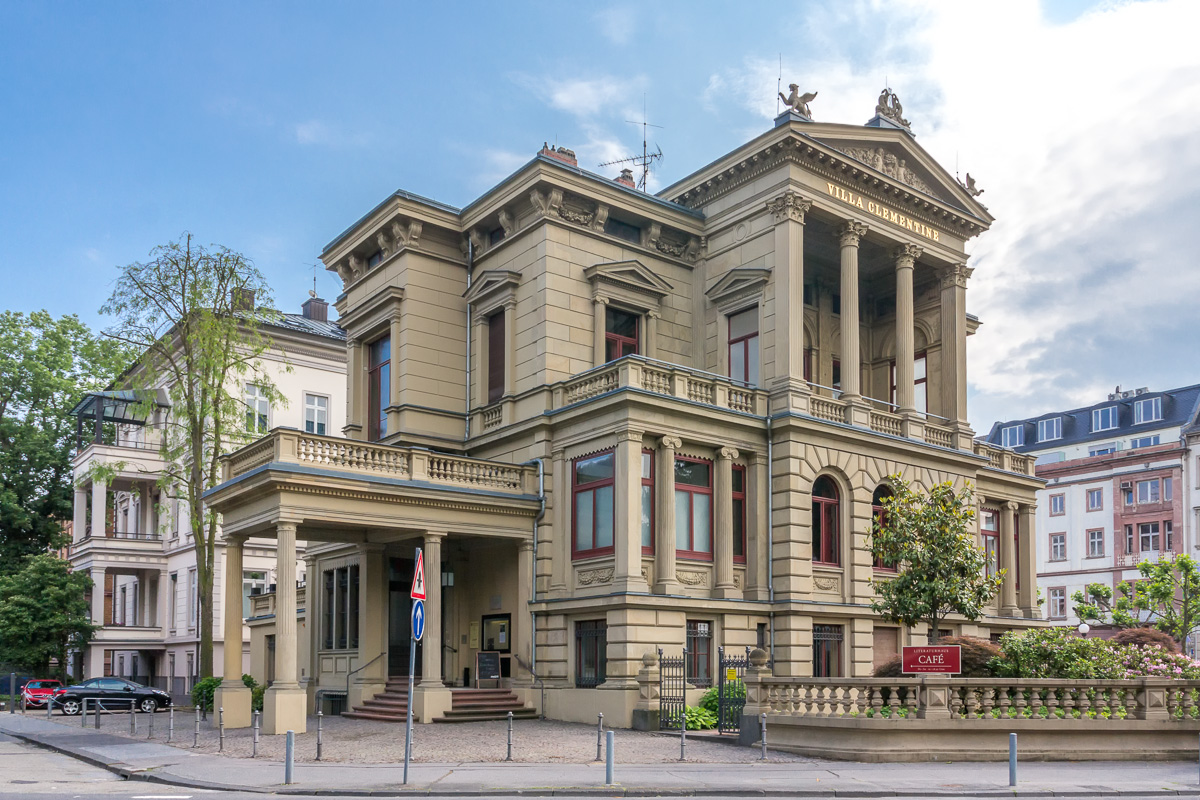
Villa Clementine.

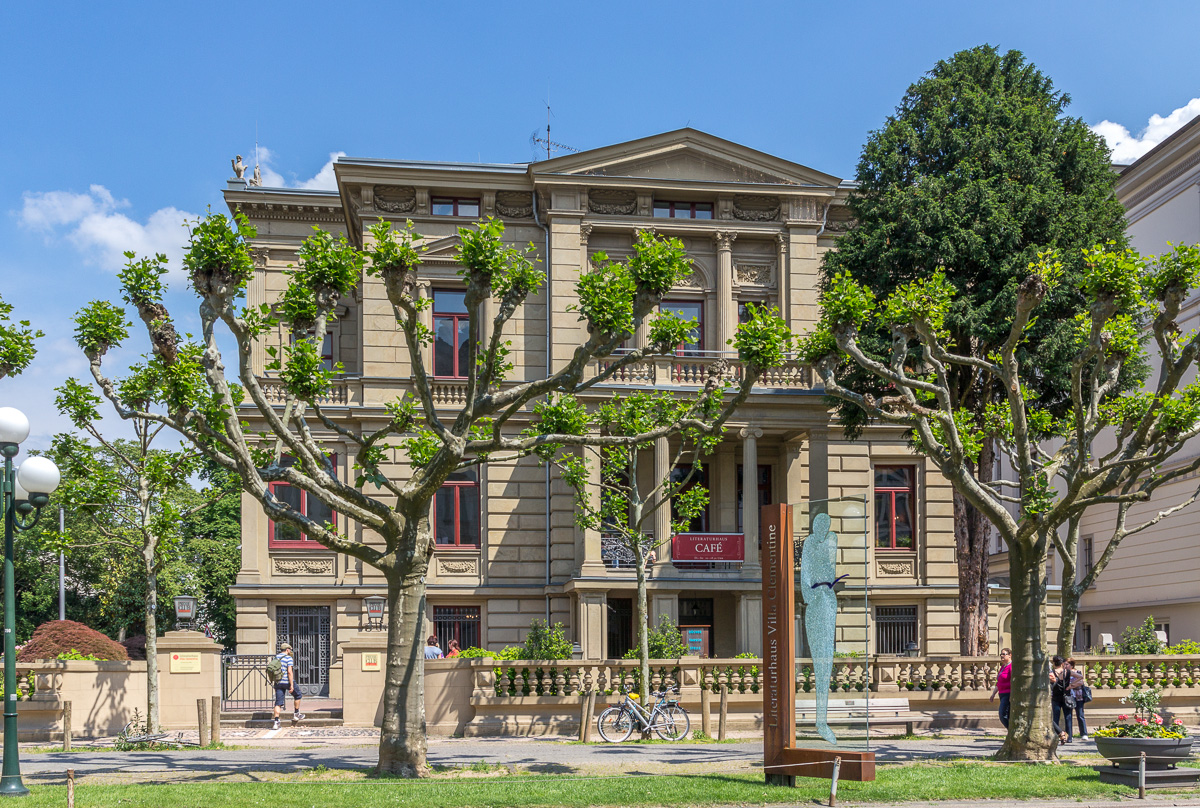
Villa Clementine, vue de la Wilhelmstraße.

La villa Clémentine est une villa de style historiciste située à Wiesbaden en Allemagne.
Cette villa a été construite de 1878 à 1882 par l'architecte Georg Friedrich Fürstchen pour l'industriel de Mayence Ernst Meyer, à l'angle de la Wilhelmstraße et de la Frankfurter Straße et reçoit le nom de sa femme  Clementine, mais elle meurt peu après.
En 1888, la villa a été sous les feux de l'actualité à cause de l'affaire du divorce de la reine Nathalie de Serbie et de la garde du petit prince héritier. La reine avait loué la villa et refusait de se séparer de son fils dont le roi Milan voulait la garde. Finalement il parvient à faire enlever son fils avec l'aide de la police locale.
Ernst Meyer vend la villa ornée d'éléments de style pompéien en 1890.
En 1960, elle est achetée par la ville de Wiesbaden, mais elle a failli être démolie en 1965 dans le cadre du réaménagement de la ville. Dès 1973, la villa est utilisée à des fins culturelles. En 1978, La Hessischer Rundfunk tourne ici en partie une version filmée des Buddenbrooks de Thomas Mann. La villa est utilisée également pour des expositions. Elle sert aussi de siège au club de la presse de Wiesbaden et de maison de la littérature.    Le premier étage accueille le « café de la Villa Clementine ».